# Microregione di Campos dos Goytacazes
Campos dos Goytacazes è una microregione dello Stato di Rio de Janeiro in Brasile, appartenente alla mesoregione di Norte Fluminense.

## Comuni
Comprende 5 municipi:
- Campos dos Goytacazes
- Cardoso Moreira
- São Fidélis
- São Francisco de Itabapoana
- São João da Barra